# الخلافة (مسلسل سويدي)
الخلافة(بالإنجليزية: Caliphate)‏ هو مسلسل دراما إثارة سويدي من بطولة جيزم أردوغان وآلييت أوبهايم. صدر المسلسل على منصة نتفليكس في 18 مارس 2020. تم تصوير المسلسل في ستوكهولم والأردن.